# Gustav Adolf Goldberg

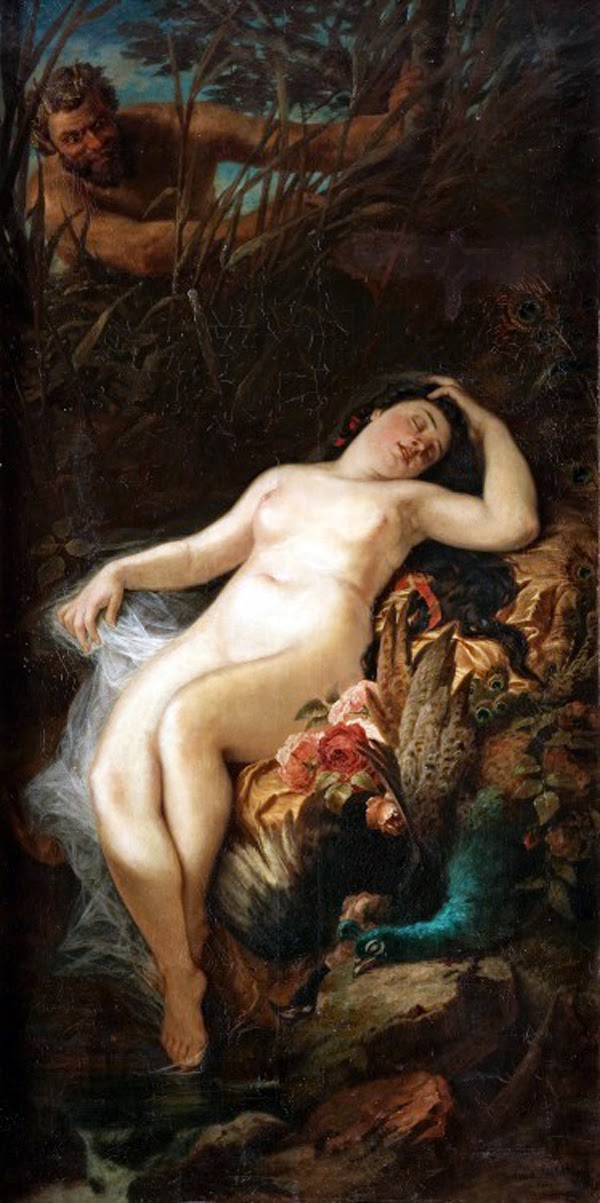
Nymphe im Walde 1876

Gustav Adolf Goldberg (* 19. Juni 1848 in Crefeld; † 8. Mai 1911 in München) war ein deutscher Maler.

## Leben
Goldberg war Schüler von Wilhelm von Kaulbach, Arthur von Ramberg, Carl Theodor von Piloty, Alexander von Wagner und Andreas Müller an der Münchner Akademie.
Vereinzelt hatte er öffentliche Ausstellungen im Münchner Kunstverein und im Glaspalast in den Jahren 1883, 1897 und 1899.

## Werke
Als Porträtist malte er unter anderem Bildnisse des Prinzen Leopold von Bayern, des Herzogs Max Emanuel in Bayern, des Königs Ferdinand von Bulgarien, des Hofschauspielers Heinrich Richter, des Maschineriedirektors Carl Lautenschläger, des Kammersängers Viktor Klöpfer (letztere drei in der Galerie des Münchner Hoftheaters), des Fürsten von Thurn und Taxis für das Offizierskasino in Regensburg, Otto von Bismarcks (Pastell im Lindenau-Museum Altenburg), sowie zahlreiche geschmackvoll arrangierte Damenbildnisse. Für das Altenburger Schloss malte er den „Sächsischen Prinzenraub“ und die „Belehnung Ottos von Wittelsbach“, für die Lukaskirche in München malte er das Hochaltarbild „Grablegung Christi“.